# Pistol-Whip
『Pistol-Whip』（ピストルウィップ）は、ピストルバルブの初のアルバム（ミニアルバム）。2006年7月19日発売。

## 解説
ピストルバルブが、今の10人編成になってから初の作品である。

## 収録曲
1. シッタコッチャネー
 （作詞:峯音　作曲・編曲・ホーンアレンジ:永田“zelly”健志＋ピストルバルブ）
2. Flap Up Elephant
 （作曲・ホーンアレンジ:永田“zelly”健志＋ピストルバルブ）
3. Tube Tune
 （作詞:峯音　作曲:永田“zelly”健志＋早川大地　ホーンアレンジ:永田“zelly”健志＋ピストルバルブ）
4. Fo-Fo
 （作詞:峯音　作曲・編曲・ホーンアレンジ:永田“zelly”健志＋ピストルバルブ）
 ヨシモト∞（無限大）2部オープニング・エンディングテーマ（2007年4月2日 - 2007年7月1日）
5. The Best House 〜DJ♮LILYA MIX〜
 （作詞:峯音　作曲・編曲:永田“zelly”健志　ホーンアレンジ:村田陽一　MIX:DJ♮リリア）
 ターンテーブル担当のDJ♮リリアが初めてミックスした作品。